# شهرستان سیایا
شهرستان سیایا (به لاتین: Siaya County) یک شهرستان در کنیا است که در استان نیانزا واقع شده‌است. شهرستان سیایا ۲٬۴۹۶٫۱ کیلومتر مربع مساحت و ۹۹۳٬۱۸۳ نفر جمعیت دارد.